# Jazz Jackrabbit 2
Jazz Jackrabbit 2 is een computerspel uit 1998. Het is het tweede deel van de Jazz Jackrabbit-serie. Het spel werd ontwikkeld door Orange Games en Epic Games als vervolg op het succesvolle Jazz Jackrabbit.

## Verhaal
In Jazz Jackrabbit 2 is de protagonist van de serie, Jazz Jackrabbit, tot ridder geslagen door de koningin van Carottus, als beloning voor het redden van haar dochter, prinses Eva Earlong. Tijdens de bruiloft van Jazz en Eva steelt Devan Shell met zijn handlangers de "12-carrot" (een woordspeling van 12 karaat) diamanten trouwring, waarna koningin Earlong Jazz in de koninklijke kerkers gooit omdat deze eigenlijk alleen toestemming voor de bruiloft zou krijgen als Devan verslagen zou zijn. Jazz' broer, Spaz, krijgt van Eva een sleutel en samen moeten ze ontsnappen en de ring van Devan terugstelen.

## Gameplay

### Levels
Jazz Jackrabbit 2 kan het best omschreven worden als platformspel met actie-elementen. De levels hebben alle kenmerken van klassieke platformspellen, maar een belangrijk deel van het spel draait om het doden van vijanden met wapens. Het spel wordt getoond in 2D, waarbij het karakter waarmee de speler speelt in het midden van het scherm blijft staan terwijl het level beweegt. Dit wordt ook wel side-scrolling genoemd. Levels zijn vaak zo gemaakt dat de speler wordt aangemoedigd zo snel mogelijk te spelen, door door de levels heen te rennen. Hoewel het mogelijk is met een "normaal" tempo te lopen, wordt in de praktijk eigenlijk alleen gerend.
Het belangrijkste doel van de meeste single player-levels die bij het originele verhaal horen is simpelweg het bereiken van het einde van het level zonder dood te gaan, ondertussen zo veel mogelijk punten scorend door vijanden de vernietigen en allerlei voorwerpen op te pakken. Vijanden zijn te vernietigen door ze een aantal keren te raken met een geweer, door te buttstompen (vanuit de lucht met verhoogde snelheid op de vijanden neer te komen, zoals in Super Mario 64), of door de special move van het karakter (zie verder) op de vijand uit te voeren. Vijanden hebben vaak weinig tot geen kunstmatige intelligentie en zijn vooral gevaarlijk door hun kwantiteit: meestal lopen vijanden heen en weer door een level zonder op de speler te reageren als deze dichterbij komt.
In sommige levels moet de speler een eindbaas verslaan die de uitgang blokkeert. Deze is veel sterker dan normale vijanden en heeft meer kunstmatige intelligentie. Twee van de eindbazen (te weten een zeemonster en de tegenstander Devan Shell) hebben twee vormen.
De levels bevatten soms puzzels, die meestal inhouden dat een bepaalde schakelaar moet worden omgezet (meestal zijn dit metalen kratten die moeten worden kapotgestompt) om een nieuw deel van het level te kunnen binnengaan, maar deze zijn nooit echt moeilijk en houden de speler vaak niet meer dan enkele seconden op. Wel zijn er veel plekken in levels die alleen via een verborgen gang bereikt kunnen worden; hier kan de speler dan vaak voorwerpen vinden die veel punten opleveren.
De levels zijn verdeeld in verschillende episodes:
- Formerly A Prince (afbeelding gebaseerd op Purple Rain).

Jazz ontsnapt uit het kasteel en vecht zich een weg door het platteland van Carrotus en een laboratorium.
- Jazz in Time (afbeelding gebaseerd op Back to the Future).

Jazz reist terug naar het koloniale tijdperk, een wereld gelijk aan die van Alice in Wonderland, en een verlaten strand.
- Flashback (onbekend waar afbeelding op gebaseerd is).

Gebaseerd op het originele spel, Jazz Jackrabbit. Jazz gaat terug naar Diamondus, Tubelectric en Medivo.
- Funky Monkeys (afbeelding gebaseerd op Donkey Kong Junior).

Jazz vecht zich een weg door een jungle en ten slotte naar de put van de hel waar hij Devan moet verslaan.
- Shareware Demo (afbeelding gebaseerd op Doom II: Hell on Earth).

De shareware demo levels van Jazz Jackrabbit 2.
- Holiday Hare '98 (afbeelding gebaseerd op de cd-hoes van deze aflevering).

Jazz en Spaz verzorgen samen met hun zusje Lori een wilde tijd op de computer van de spelers en bezoeken koude, besneeuwde landschappen.
- The Secret Files (afbeelding gebaseerd op de cd-hoes van deze aflevering).

Na het verslaan van Devan Shell gaan Jazz en Spaz met hun zusje Lori op surfvakantie. Ze bezoeken een paaswereld, een spookhuis en een stad.
- Home Cooked Levels (onbekend waar afbeelding op gebaseerd is).

Hier kunnen de zelfgemaakte levels gespeeld worden.

### Wapens
Jazz Jackrabbit 2 wordt gekarakteriseerd door het hoge aantal wapens waaruit de speler kan kiezen. In totaal kan uit 13 wapens gekozen worden, waarvan er 8 nog opgewaardeerd kunnen worden, zodat ze meer schade doen en/of er anders uitzien. De wapens die in het spel voorkomen zijn in volgorde van verschijnen. De opgewaardeerde versies doen tenzij anders vermeld dubbel zoveel schade aan vijanden en hebben een groter bereik:
- Blaster - Een standaardgeweer dat een kogel in een rechte lijn schiet met gemiddeld bereik. De opgewaardeerde versie schiet iets verder en haar kogels zijn wit in plaats van grijs.
- Bouncer - De kogels van dit type zijn blauw (paars wanneer opgewaardeerd), en stuiteren over de grond. Hierdoor is het bijvoorbeeld mogelijk vanaf een platform naar beneden te schieten. Ook kan dit wapen, wanneer de speler genoeg snelheid heeft, door muren heen. Dit wapen heeft het grootste bereik van alle beschikbare wapens.
- Freezer - Met dit wapen kan een vijand bevroren worden, waarna deze stil staat en één schot met willekeurig welk ander wapen genoeg is om hem te vernietigen. Dit wapen is ook zeer handig om bewegende onderdelen in het spel te bevriezen, zodat er makkelijker op gesprongen kan worden. Als laatste zorgt de opgewaardeerde versie ervoor dat de vijand langer bevroren blijft.
- Toaster - Een vlammenwerper waarvan de rode vlammen (opgewaardeerd blauwe vlammen) na afschieten korte tijd blijven "hangen", zodat het wapen vooral geschikt is voor snel bewegende vijanden. Dit wapen is, zeker wanneer deze is opgewaardeerd, erg sterk tegen eindbazen door de lange hangtijd die veel leven van de eindbaas afhaalt.
- Seeker - Een rood-witte hittezoekende raket die normaal redelijk langzaam gaat maar grote snelheid krijgt wanneer de speler rent tijdens het schieten. Dit wapen wordt gezien als te krachtig, omdat het ontwijken van een schot erg moeilijk is. De opgewaardeerde versie ziet oranje-blauw.
- Really Fast Missiles - Dit wapen schiet twee raketten af en drie wanneer opgewaardeerd, die in een V-vorm wegschieten en erg snel gaan, maar een kort bereik hebben. De explosies van deze raketten kunnen soms in het spel gebruikt worden om hoger of verder te springen dan normaal mogelijk zou zijn.
- Pepper Spray - De kogels van dit type wapen zijn moeilijk te zien, maar hebben als nadeel dat het bereik erg klein is en de opgewaardeerde versie niet verandert ten opzicht van de normale versie. Dit is wel het enige wapen waarmee gecontroleerd verticaal geschoten kan worden.
- Energy Ray - Een elektrische straal met kort bereik, die door muren heen kan dringen. Net als de Pepper Spray heeft de opgewaardeerde versie van dit wapen, behalve de schade die aangebracht wordt, geen voordelen ten opzichte van de niet opgewaardeerde.
- TNT - Een tijdbom die 5 seconden na plaatsen ontploft en kettingreacties kan veroorzaken - andere TNT's in de buurt van een ontploffende TNT zullen automatisch ook afgaan. De TNT veroorzaakt, net als de Really Fast Missiles, een terugslag effect wat gebruikt kan worden om hoger of verder te springen.

Sommige wapentypes kunnen alleen tijdelijk verkregen worden en horen bij een schild. Schilden beschermen de speler voor korte tijd tegen schade en de bijbehorende wapens doen driemaal zoveel schade als niet opgewaardeerde normale wapens. Als een speler geraakt wordt, raakt deze in plaats van levenspunten tijd kwijt, waardoor het schild minder lang actief blijft. Een schild kan langer actief blijven wanneer een klokje gevonden en gepakt wordt. In het spel zitten vier soorten schilden:
- Bubble Shield - Hiermee wordt de speler omringd door een waterbel. Het bijbehorende wapen ziet eruit als luchtbellen en lijkt gedeeltelijk op de Bouncer, maar dan met minder bereik.
- Fire Shield - De speler wordt omringd door vlammen. Het bijbehorende wapen is vergelijkbaar met een snellere versie van de Blaster, maar schiet grote vuurballen af.
- Energy Shield - De speler wordt omring door groene energiestralen. Het wapen is gelijk aan dat van het Fire Shield, maar is groen.
- Laser Shield - De speler wordt omringd door vier bollen licht, die om de speler heen draaien. Dit schild is niet beschikbaar in de officiële levels, maar wel verkrijgbaar via de cheatcode "jjshield". Deze code moet vier keer achter elkaar ingetypt worden, voordat dit schild actief wordt. Het bijbehorende wapen schiet een zeer snelle straal licht af die alles wat in zijn pad komt vernietigt en een onbeperkt bereik heeft.

### Voorwerpen
Levels in Jazz Jackrabbit 2 zijn vaak volgestopt met allerlei voorwerpen. Vooral voedsel is wijdverspreid. Voedsel is niet noodzakelijk voor de speler om te overleven, maar als 100 voedselvoorwerpen worden gehaald begint de Sugar Rush, waarin de speler korte tijd onsterfelijk is en vijanden kan vernietigen door ze aan te raken. Ook kunnen munten gehaald worden, die nodig zijn om bonus-delen van de levels te kunnen bereiken, en diamanten. De diamanten waren oorspronkelijk bedoeld als manier om extra levens te halen, maar deze functionaliteit is uiteindelijk niet in het spel gekomen.
Elk voorwerp levert een bepaald aantal punten op. De voorwerpen die de meeste punten opleveren zijn meestal het moeilijkst te bereiken. Naast voorgenoemde voorwerpen zijn ook verschillende monitors (computerschermen) te vinden, die dienen om wapens op te waarderen, een schild te geven of in een ander karakter te veranderen. Voorwerpen kunnen verborgen zijn in kisten of kratten: een kist of krat vernietigen zorgt ervoor dat alle erin verborgen voorwerpen tevoorschijn komen.
Als laatste komt nog de snelvuur voor. Dit voorwerp kan soms in het level gevonden worden, maar komt meestal uit vijanden. Elke snelvuur zorgt ervoor dat wapens sneller schieten als de vuurknop ingehouden wordt. Het effect gaat weg wanneer de speler dood gaat en er zijn er redelijk veel nodig om ervoor te zorgen dat gewoon schieten niet meer beter werkt. Als alternatief kan gewoon snel achter elkaar de vuurknop ingedrukt worden. Bij maximale snelvuur is het echter beter om de vuurknop in te houden, omdat de wapens dan sneller schieten.

### Geheime levels
Het is mogelijk om geheime levels in te bouwen in het spel, maar in de bijgeleverde levels wordt deze mogelijkheid slechts eenmaal gebruikt. Er worden meer geheime levels meegeleverd met het spel, maar deze zijn normaliter niet te bereiken. Om een geheim level te spelen moet een geheime uitgang van het level gevonden worden.

### Multiplayer
Jazz Jackrabbit 2 heeft een multiplayer-modus, waarin met meerdere spelers gespeeld kan worden. Deze modus is te spelen op één computer (waarbij het scherm in meerdere delen wordt verdeeld, en elke speler een deel van het scherm gebruikt), via een netwerk, of via Internet. De volgende speelmodi zijn beschikbaar:
- Race - Hierbij is het doel als eerste het level een bepaald aantal keren uit te spelen. Diegene die als eerste een vooraf bepaald aantal keren de finish haalt, wint.
- Samenwerken - In deze modus is het de bedoeling een normaal single player-level met meerdere personen tegelijk te spelen.
- Gevecht - Hierbij is het doel simpelweg de andere spelers zo vaak mogelijk te doden
- Verover de vlag - De spelers worden opgedeeld in twee teams, een rood team en een blauw team. Het rode team moet de vlag van het blauwe team veroveren en naar de basis van het rode team brengen, en omgekeerd. Een vlag kan alleen naar de eigen basis gebracht worden als de eigen vlag nog in het bezit van het team is.
- Zoek de diamanten - Het doel in deze modus is een bepaald aantal diamanten te halen en dan als eerste de uitgang van het level te bereiken.

Fans van het spel hebben meerdere variaties bedacht op deze speelmodi, hoewel de officiële speelmodi nog het populairst zijn.
Op dit moment is het niet meer mogelijk om met de normale versies van Jazz Jackrabbit online te spelen, aangezien de officiële servers van Epic Megagames niet meer te bereiken zijn. Hiervoor zijn een aantal patches uitgebracht, waardoor alsnog online gespeeld kan worden en extra servers aan de lijst toegevoegd kunnen worden . Nadat de patches zijn toegepast, kan het echter nog zijn dat het spel maar een paar seconden online toelaat om vervolgens af te breken. Als dit zich voordoet dient Port forwarding toegepast te worden .

## Onafgemaakte onderdelen en uitbreidingen
In de bestanden die bij het spel zitten kunnen afbeeldingen gevonden worden van 3D-versies , maar deze worden niet gebruikt in de uiteindelijke versie. Waarschijnlijk waren bonuslevels in 3D zoals in Jazz Jackrabbit gepland, maar vanwege tijdgebrek niet afgemaakt.

## Patches en uitbreidingen
Er is één officiële patch (een bestand dat foutjes in het spel repareert) uitgebracht. Versies met deze patch zijn bekend als "1.23". Ook zijn er drie uitbreidingspakketten uitgebracht. In 1998 kwam Holiday Hare '98 uit, dat een kerstmis-tintje aan het spel gaf en 5 nieuwe levels toevoegde. In 2001 kwam The Secret Files uit, waarin het nieuwe karakter Lori werd geïntroduceerd en drie nieuwe spelwerelden voorkwamen. In 2002 kwam The Christmas Chronicles uit, dit is een nieuwere versie van Holiday Hare '98, waar Lori ook gekozen kon worden en het menu ook een kerst-sfeer heeft. De meegeleverde levels zijn dezelfde als die uit Holiday Hare '98, maar deze zijn niet berekend op Lori.

## Distributie en verkoopresultaten
Het spel werd per regio door verschillende bedrijven uitgegeven. In Noord-Amerika werd het spel uitgegeven door Gathering of Developers, maar voor dit bedrijf was het spel een flop en leidde het tot verliezen. In de Benelux werd het door Project Two uitgegeven, en voor dit bedrijf was het spel juist erg succesvol. Vooral in Nederland werden er veel exemplaren van het spel in omloop gebracht en verkocht.
In Polen en een aantal andere Oost-Europese landen werd het spel uitgebracht door LK Avalon, dat ook een Poolse vertaling aan het spel toevoegde. Hierdoor was het spel niet compatibel met andere versies van het spel.

## Bron
1. Earlong Royal Encyclopedia, lemma Jazz Jackrabbit 2